# ジャン・フランセ国際音楽コンクール
ジャン・フランセ国際音楽コンクール(Concours International de Musique JEAN Françaix　International Music Competition JEAN FRANCAIX )は、作曲家ジャン・フランセの名前を冠した若手演奏家のための国際音楽コンクールである。

## 概要
フランセ没後の翌年からフランスのパリに程近いイル＝ド＝フランス地域圏オー＝ド＝セーヌ県ヴァンヴで開催されている。フランセの娘のClaude Françaixが審査員のメンバーであることで知られる。開催頻度は部門により隔年開催や毎年開催など様々である。
2010年4月時点で、13回目となる。
ピアノ部門での優勝者はロン＝ティボー国際コンクールで入賞したJean-Frédéric NEUBURGERや、オルレアン20世紀国際ピアノコンクール第1位・ジュネーヴ国際音楽コンクールディプロマの水村さおり、ロンドン国際コンクール16歳で入賞のNicolas Ryad、シドニー国際コンクール4位・エリザベート王妃国際音楽コンクールセミファイナリストの島田彩乃などがいる。

## 日本人の歴代入賞者
年代近い順に、
- 川岸梨絵
- 近藤由希
- 深見まどか (2008年、３位)
- 永田美穂
- 高石香
- 田中香織
- 島田彩乃
- 水村さおり
- 藤林あさ子
- 瀬尾和紀